# Fardingdeal
Fardingdeal, Fardingdale, war ein englisches Flächenmaß und wurde als Feldmaß verwendet. Es war das Viertel vom Acre.
- 1 Fardingdeal = 40 Quadrat-Pole = 1210 Quadrat-Yards = 10890 Quadrat-Fuß (engl.) = 9571 Quadrat-Fuß (Pariser)
- 4 Fardingdeales = 1 Acre/Acker

Vom Reichsacre oder Imperial-Standard-Acre rechnete man für das Fardingland oder Farundalasland, kurz Road:
- 1 Fardingdeal = 1210 Quadrat-Yards = 1012,31 Quadratmeter